# Васильевское сельское поселение (Тёмкинский район)
Васи́льевское се́льское поселе́ние — бывшее муниципальное образование в составе Тёмкинского района Смоленской области России.
Административный центр — деревня Васильевское.
Образовано законом от 1 декабря 2004 года. Упразднено законом от 28 июня 2017 года с включением всех входивших в его состав населённых пунктов в Батюшковское сельское поселение.

## Географические данные
- Общая площадь: 116,09 км²
- Расположение: восточная часть Тёмкинского района
- Граничит:
  - на севере — с Долматовским сельским поселением
  - на востоке — с Калужской областью
  - на юге и юго-западе — с Павловским сельским поселением
  - на северо-западе — с Батюшковским сельским поселением
- По территории поселения проходит автомобильная дорога Тёмкино— Гагарин.
- Крупные реки: Воря.

## Население
| 2007 | 2011 | 2012 | 2013 | 2014 | 2015 | 2016 |
| ---- | ---- | ---- | ---- | ---- | ---- | ---- |
| 348  | ↘309 | ↗320 | ↘315 | ↗316 | ↘302 | ↘301 |
| 2017 |      |      |      |      |      |      |
| ↘294 |      |      |      |      |      |      |

## Населённые пункты
В состав поселения входили следующие населённые пункты:
- Васильевское, деревня
- Семёновская, деревня
- Силинки, деревня
- Скугорево, деревня
- Станино, деревня
- Теплихово, деревня
- Фатейково, деревня
- Холмино, деревня